# NGC 7564
NGC 7564 is een ster in het sterrenbeeld Vissen. Het hemelobject werd op 7 oktober 1885 ontdekt door de Franse astronoom Guillaume Bigourdan.